# Spaleni innym słońcem
Spaleni innym słońcem – album muzyczny polskiego zespołu hip-hopowego o nazwie 2cztery7. Na rynku ukazał się 3 marca 2008 roku nakładem wytwórni Fonografika.
Na płycie gościnnie wystąpili: Eldo, Pelson, Małolat, Ciech, Piotr Pacak z DustPlastic, Trish.
Nagrania dotarły do 27. miejsca zestawienia OLiS. 

## Lista utworów
Na podstawie materiału źródłowego.
1. „Intro” (Produkcja: Mes, Głośny) – 1:04
2. „Spaleni innym słońcem” (Produkcja: Zielas) – 3:57
3. „Kawaler do wzięcia” gościnnie: Piotr Pacak (Produkcja: Mes, Głośny) – 4:05
4. „Złe nawyki” (Produkcja: Donatan) – 4:28
5. „Owinąłem sobie tę grę...” (Produkcja: Mes) – 5:31
6. „Luz naturalny” (Produkcja: Stona) – 4:12
7. „Upewnij się” gościnnie: Trish (Produkcja: Donatan) – 4:10
8. „Z dostawą do domu” gościnnie: Piotr Pacak & Trish (Produkcja: Mes, Głośny) – 4:57
9. „Kombinuję” gościnnie: Głośny (Produkcja: Mes) – 4:38
10. „Jeden kielon” gościnnie: Sosh (Produkcja: Donatan) – 4:01
11. „Skit Głośny gra g-funk” (Produkcja: Głośny) – 0:58
12. „Nie daj zrobić się w chuj” (Produkcja: Mes) – 5:14
13. „Świętej pamięci” gościnnie: Małolat (Produkcja: Święty, Głośny) – 5:33
14. „Powód do dumy” gościnnie: Pelson (Produkcja: Donatan) – 3:31
15. „Slow Motion” gościnnie: Sosh (Produkcja: Mes, Głośny) – 5:13
16. „Nie traktuj mnie jak...” gościnnie: Flow + skit Stasiak freestyle (Produkcja: Mes) – 6:22
17. „Na plecach” (Produkcja: Zielas) – 5:00
18. „Spójrzcie na niego” gościnnie: Ciech, Eldo (Produkcja: Eten) – 5:32